# Celulă dendritică
Celulele dendritice reprezintă o populație leucocitară particulară, caracterizată morfologic de prezența unor prelungiri citoplasmatice, iar funcțional prin proprietatea de a prezenta antigenul (sunt celule prezentatoare de antigen profesioniste) și prin extraordinara capacitate de a stimula limfocitele T native și de a iniția un răspuns imun primar.
Termenul de celulă dendritică a fost folosit pentru prima oară în 1973 de profesorul doctor Ralph Steinman, directorul Centrului de Imunologie al Universității „Rockefeller" din New York, pentru a defini un set de celule asemănătoare ca aspect cu neuronii, dar total diferite din punctul de vedere al localizării și al rolului lor.
Profesorul Steinman le-a descoperit la nivelul splinei, dar de-a lungul timpului s-a dovedit că ele se găsesc în toate țesuturile limfoide (țesuturi responsabile cu formarea de limfocite și de anticorpi) și în majoritatea celor non-limfoide din organism. Celulele dendritice se găsesc, de asemenea, în concentrații mai mari, în țesuturile care intră în contact direct cu mediul extern. Așadar, ele se află în compoziția pielii, a mucoasei nărilor, dar și în cea a plămânilor, a stomacului și a intestinelor. De asemenea, ele pot fi identificate, într-o formă imatură, în sânge, fiind produse de măduva osoasă.

## Clasificare
După locul de rezidență, ele pot fi clasificate astfel:
• Celule dendritice din organe nelimfatice:
- Celulele Langerhans din epiderm (formează o rețea ordonată în stratul bazal și în epiteliul scuamos) și epiteliile de suprafață (ale mucoasei bucale, faringiene și a colului uterin)
- Celulele interstițiale, 
situate în special perivascular, în interstițiul din plămân, ficat, cord, rinichi, tract digestiv, mușchi scheletici.
•Celule dendritice din organe limfatice
- Celule dendritice interdigitate 
se găsesc în ariile limfatice bogate inlimfocite T (timus, ariile timodependente: zona paracorticală a ganglionilor limfatici, zona periarteriolară a pulpei albe a spinei)
- Celule dendritice foliculare se găsesc în ariile limfatice bogate în limfocite B (foliculii limfatici din zona foliculară a pulpei albe a splinei și zona corticală a ganglionilor limfatici). Celule dendritice plasmacitoide.
•Celule dendritice vălurite din vasele limfatice și sânge. Se găsesc în vasele limfatice aferente, dar nu și în cele eferente. Sângele periferic conține atât precursoarele celulelor dendritice, cât și celule dendritice diferențiate.

## Morfologie și caractere generale
Celulele dendritice au o formă neregulată, cu numeroase prelungiri numite lamelipodia sau valuri, procese dendritice subțiri sau pseudopode, de dimensiuni și forme diferite.Citoplasma lor conține numeroase mitocondrii, reticul endoplasmatic rugos, ribozomi liberi, vezicule și un nucleu eucromatic neregulat.